# Bolandra
Bolandra là một chi thực vật có hoa trong họ Saxifragaceae.